# 모튼 펠드먼

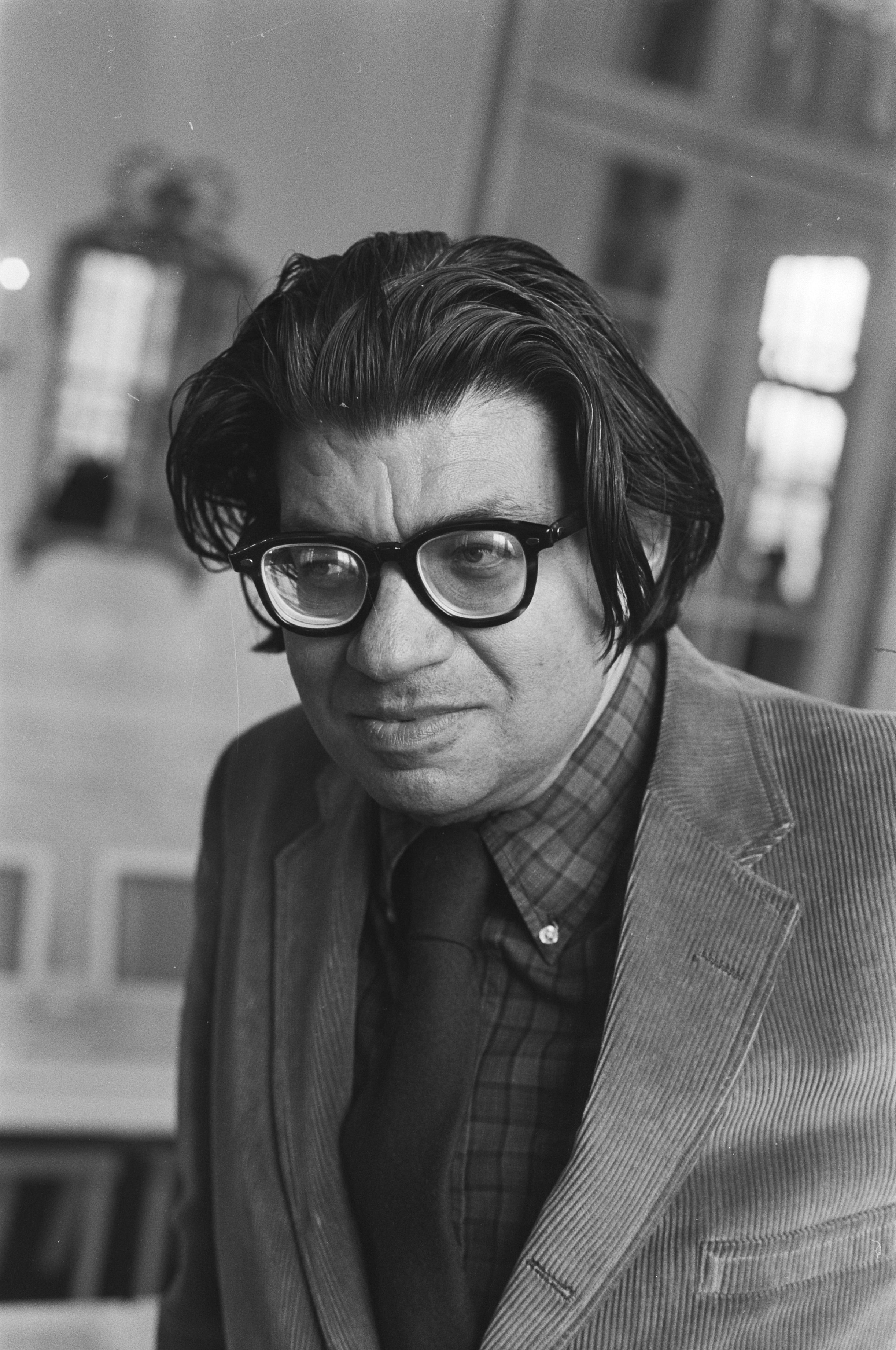

모튼 펠드먼 (Morton Feldman, 1926년 1월 12일 - 1987년 9월 3일)는 미국의 작곡가이다. 20세기 클래식 음악의 주요 인물인 펠드먼은 존 케이지를 비롯한 실험적인 뉴욕 악파 작곡가와 관련된 개발인 불확실성 음악의 선구자였다. 펠드먼의 작품은 자유롭고 부유하는 것처럼 보이는 리듬, 부드럽게 초점이 맞지 않는 피치 음영, 일반적으로 조용하고 천천히 진화하는 음악, 반복되는 비대칭 패턴과 같은 그의 특징적인 사운드를 만들기 위해 개발한 기보상의 혁신이 특징이다. 1977년 이후의 그의 후기 작품들도 극단의 기간을 탐구한다.
그는 우드사이드, 퀸스에서 러시아계 유대인 이민자의 가족으로 태어났다. 1950년 초 펠드먼은 뉴욕 필하모닉이 베베른의 작업에 대한 청중의 무례한 반응에 방해를 받아 즉시 떠났다. 로비에서 그는 콘서트에 참석했고 역시 나가기로 결정한 존 케이지를 만났다. 두 사람은 케이지가 살던 건물 2층에 있는 아파트로 펠드먼이 이사가면서 빠르게 친구가 되었다. 케이지를 통해 그는 로버트 라우션버그, 헨리 카웰, 버질 톰슨과 같은 예술가들을 알게 되었다.  케이지의 격려로 펠드먼은 전통적인 화성이나 직렬 기법과 같은 과거의 구성 체계와 관련이 없는 작품을 쓰기 시작했다. 그는 종종 악보에 그리드를 사용하고 특정 시간에 몇 개의 음표를 연주해야 하는지 지정하는 등 비표준적인 악보 체계를 실험했다.